# 洛拉 (德国)
洛拉是德国黑森州的一个市镇。总面积49.18平方公里，总人口5568人，其中男性2804人，女性2764人（2011年12月31日），人口密度113人/平方公里。

## 友好城市
- 法國 维沃讷